# Hollisterita
La hollisterita és un mineral de la classe dels natius.

## Característiques
La hollisterita és un element químic de fórmula química Al₃Fe. Va ser aprovada com a espècie vàlida per l'Associació Mineralògica Internacional l'any 2016. Cristal·litza en el sistema monoclínic. És l'únic aliatge natural pur d'alumini i ferro, però n'existeixen anàleg sintètics.
Segons la classificació de Nickel-Strunz la hollisterita pertany a «01.AA - Metalls i aliatges intermetàl·lics de la família coure-cupalita» juntament amb els següents minerals: alumini, coure, or, plom, níquel, plata, steinhardtita, auricuprur, cuproaurur, tetraauricuprur, anyuiïta, khatirkita, novodneprita, cupalita, hunchunita, stolperita, icosaedrita, kriatxkoïta i proxidecagonita.

## Formació i jaciments
Va ser descoberta al meteorit de Khatirka, trobat a Koriàkia (Districte Federal de l'Extrem Orient, Rússia). Es tracta de l'únic indret on ha estat trobada aquesta espècie mineral. Ha estat trobada juntament amb la stolperita.